# Tine Huysmans
Tine Huysmans is een personage in de VTM-televisieserie Familie, gespeeld door Veva De Blauwe.

## Overzicht
Tine wordt aangeworven als secretaresse bij VDB Electronics en wordt op die manier de collega van Jolien Stijnen. De twee zijn zowat elkaars tegengestelden, waardoor ze vaak met elkaar overhoop liggen. Hoewel Tine steeds erg preuts en onzeker overkomt, is ze een prima werkkracht.
Enkele dagen na haar intrede in het bedrijf, komt ook Bertje Baetens het personeel versterken. Tine wordt meteen verliefd op hem en na verloop van tijd beginnen ze een relatie. Later beleven ze een sprookjeshuwelijk in Lapland. Hun geluk is maar van korte duur, want Bertje sterft aan een tetanusinfectie.
Na de dood van Bertje zit Tine in zak en as, maar een hele poos later raakt ze verliefd op Bert Van den Bossche. De liefde blijkt wederzijds, maar Tine heeft de dood van Bertje nog steeds niet verwerkt en heeft bijgevolg bijzonder veel angst om zich opnieuw te binden. Uiteindelijk beginnen de twee dan toch een relatie, maar Bert betrapt haar steeds weer op het feit dat ze hem voortdurend "Bertje" noemt. Ze voelt zich hier schuldig over, maar tijdens een goed gesprek maakt Bert haar duidelijk dat hij er eigenlijk geen probleem mee heeft.
Tine en Bert willen graag aan kinderen beginnen, maar Bert blijkt onvruchtbaar te zijn. Het koppel besluit uiteindelijk om een Chinees kindje te adopteren: Yu-Lin. Wanneer het kleine meisje bij hen aankomt, zijn ze dolgelukkig. Plots wordt het kind echter ontvoerd en starten Bert en Tine een helse zoektocht, die hen zelfs tot in China leidt, maar zonder resultaat. Totaal ontredderd keert het koppel naar België terug. Wanneer Tine te horen krijgt dat Yu-Lin zich wel degelijk in China bevindt, neemt ze weer halsoverkop haar koffers. Bert reist haar achterna.
Een aantal jaar later keert Bert zonder Tine terug naar België. Hij vertelt de familie dat hij en Tine na de mislukte zoektocht naar hun adoptiedochtertje uit elkaar zijn gegaan.